# Jade Mintjens
Jade Mintjens (Turnhout, 7 oktober 1998) is een Belgische stand-upcomedian en actrice. Ze is sinds 2021 een vaste waarde als redactielid en sidekick in het Canvas-programma De Ideale Wereld. Daarnaast toert Mintjens sinds 1 februari 2024 met haar zaalshow Bedankt om te komen rond in Vlaanderen.

## Biografie
Jade Mintjens liet in 2013, als 14-jarige leerlinge van het Maris Stella Instituut in Oostmalle, via interview, al optekenen dat ze later iets wilde doen in de media. In haar jeugd ondernam ze ooit een poging om het gezicht te worden van een vroegere kinderzender van VTM. Mintjens wilde van kinds af aan graag actrice worden. In 2014-2015 acteerde ze bij de theatergezelschap fABULEUS in De Metsiers, naar een roman van Hugo Claus. Als kind keek ze graag naar stand-upcomedians als die in de buurt optraden, maar ze kon zichzelf nog niet inbeelden ooit zelf als komiek op het podium te staan.
Vanaf haar derde middelbaar ging ze Woordkunst-Drama volgen aan de kunsthumaniora van het Lemmensinstituut in Leuven. Op haar 18de deed ze tweemaal mee aan een toelatingsproef: een aan het Conservatorium van Antwerpen, en een aan de hogeschool van het Lemmensinstituut in Leuven. In Leuven slaagde ze, in Antwerpen niet. Na een jaar toneelschool in Leuven stapte ze over op filosofie als verdere studie.
Nadat Mintjens te horen kreeg dat ze niet was geslaagd voor de toneelschool in Leuven, zag ze bij het klaslokaal een prikbord hangen met daarop de auditie van Voor de Leeuwen, waarbij grappige actrices werden gevraagd. Ze greep de kans en schreef zichzelf in. In het programma Voor de Leeuwen op VRT 1 kregen acht jonge talenten in 2017 de opdracht om het publiek aan het lachen te brengen. Voor de leeuwen had geen hoge kijkcijfers, maar voor Mintjens was dit een cruciaal moment naar de aanloop van haar mediacarrière. Een boeker nam haar onder de vleugels waardoor ze af en toe als stand-upcomedian kon blijven optreden.
Ze hield na een tijdje haar studies voor bekeken om zich volop te concentreren op haar mediacarrière. Ze is nu te zien in tal van programma's en kruist als stand-upcomedian het hele land door.

## Carrière

### Stand-upcomedian
- In het VRT-programma Voor de Leeuwen in 2017 schreef Mintjens haar eerste comedy-set ooit, het moment dat ze haar talent ontdekte als stand-upcomedian.[3][5]
- In 2019 stond Mintjens onder meer in het voorprogramma van Bart Cannaerts en Xander de Rycke.[7]
- In 2019 maakte ze deel uit van The Young Ones van Michael Van Peel.
- Eind 2022 en begin 2023 trad ze op met haar eindejaarsconference Samen door 2022.
- Sedert 2024 toert ze met haar zaalshow Bedankt om te komen, die op 1 februari in première ging.

### Radio
- De Rechtvaardige Rechters bij Radio2.[8]
- Radio2 weekwatchers.[9]

### Actrice
- In 2014 startte Mintjens als actrice bij theatergezelschap fABULEUS in De Metsiers. Dit is een theaterstuk naar het gelijknamige boek van Hugo Claus.[4]
- In 2017 vertolkte ze de rol van Eva in de Ketnet-serie Ghost Rockers.[10][11]
- In 2020 speelde ze de hoofdrol in de VTM GO-mockumentary Instafamous.[1][12]

### Televisie
- Sinds 2021 is ze vaste sidekick in het Canvas-programma De Ideale Wereld. Ook speelt ze hier mee als actrice in sketches en werkt ze mee aan het programma op de redactie.[2]
- Vanaf 2023 is Mintjens voorzitster van de vragenmakers van de quiz Ik heb het u letterlijk juist gezegd.[13]
- In het najaar van 2023 nam ze deel aan De Slimste Mens ter Wereld, waarbij ze één aflevering won. In haar tweede aflevering verloor ze het finalespel tegen Robin Pront.

| Jaar       | Titel                                | Rol                                                  | Zender                              | Opmerkingen                                                                            |
| ---------- | ------------------------------------ | ---------------------------------------------------- | ----------------------------------- | -------------------------------------------------------------------------------------- |
| 2017       | Ghost Rockers                        | Eva Decroo                                           | Ketnet, RTL Telekids en Nickelodeon | Studio100-reeks in seizoen 4                                                           |
| 2017       | Voor de Leeuwen                      | Zichzelf                                             | VRT 1                               |                                                                                        |
| 2020       | Instafamous                          | Fleur                                                | VTM GO                              |                                                                                        |
| 2020       | De Positivo's                        | Zichzelf                                             | VTM                                 | 3 afleveringen                                                                         |
| 2021-heden | De Ideale Wereld                     | Redactie, sidekick en actrice (verschillende rollen) | VRT Canvas                          |                                                                                        |
| 2023       | Café De Mol                          | Zichzelf                                             | Play4                               |                                                                                        |
| 2023       | Dansaertvlamingen                    | Verschillende rollen                                 | Streamz                             |                                                                                        |
| 2023-heden | Ik heb het u letterlijk juist gezegd | Voorzitster vragenmakers                             | VRT 1                               |                                                                                        |
| 2023       | De Slimste Mens ter Wereld           | Kandidate                                            | Play4                               | 2 afleveringen                                                                         |
| 2024       | Code van Coppens                     | Kandidate                                            | VTM                                 | Samen met Jeroen Verdick                                                               |
| 2024       | Comedy Casino                        | Stand-upcomedian                                     | VRT 1                               | In seizoen 6, aflevering 6 met Piv Huvluv                                              |
| 2024       | Enquêtebureau                        | Als gast teamlid met Celine Van Ouytsel              | VRT 1                               | In teamcaptain Jelle De Beule in aflevering 1                                          |
| 2025       | De Krokusquiz                        | Zichzelf                                             | VRT Canvas                          | Teamlid van de quizploeg VRT 1, samen met Soe Nsuki, Danira Boukhriss en Martin Heylen |

## Erkenning
- 2019: de eerste vrouwelijke finaliste van de Lunatic Comedy Award.[16]
- 2021: de finale van Humo's Comedy Cup, samen met Charles Le Riche en Vincent Voeten.[17][18]

## Artistiek talent
Het artistiek talent heeft Jade ook van haar vader Steven Mintjens geërfd, hij werkte reeds jaren bij Studio 100 en is muzikant, componist en arrangeur. Ook haar moeder was zangeres bij onder meer een tributeband met songs van Eric Clapton, en backing vocals voor Udo en Belle Perez.